# Pantielejmon Sazonow
Pantielejmon Pietrowicz Sazonow (ros. Пантеле́ймон Петро́вич Сазо́нов; ur. 27 maja 1895; zm. 3 października 1950) – radziecki reżyser filmów animowanych. Ojciec radzieckiej montażystki i animatorki Tatjany Sazonowej. Najbardziej znany z wyreżyserowania filmu Bajka o popie i parobku jego Bałdzie, będącego adaptacją baśni Aleksandra Puszkina pt. Bajka o popie i jego parobku Jołopie. Wyreżyserował też filmy animowane będące ekranizacją bajek Iwana Kryłowa m.in. Słoń i Mops, Orzeł i kret oraz Jak lisica budowała kurnik.

## Życiorys
Uczył się w Moskiewskim Uniwersytecie na wydziale prawa (1913-1917), w Wchutiemasie. W latach 1918–1929 pracował jako śledczy w różnych instytucjach Lipiecka, Tambowa i Moskwy. W 1920 roku był przewodniczącym Karnej Komisji Śledczej Tambowa, w latach 1921-1923 zastępca naczelnika Sokolnickiego Isprawdoma Moskwy. Od 1929 roku działał w animacji. Do 1936 roku pracował z Aleksandrem Iwanowem. W latach 1936–1950 w studiu Sojuzmultfilm (z przerwą od 1943 do 1948 roku w studiu Wojentechfilm). W latach 1941–1943 współpracował razem z reżyserem Łamisem Briedisem.

## Wybrana filmografia
- 1940: Bajka o popie i parobku jego Bałdzie (Сказка о Попе и его работнике Балде)
- 1941: Słoń i Mops (Слон и Моська)
- 1941: Sępy (Стервятники)
- 1944: Orzeł i kret (Орёл и крот)
- 1950: Jak lisica budowała kurnik (Лиса строитель)